# آسیاب عطارها
آسیاب عطارها مربوط به دوره قاجار است و در کاشان، جنب جاده آسفالته کاشان، قمصر از توابع اصفهان واقع شده و این اثر در تاریخ ۷ مهر ۱۳۸۱ با شمارهٔ ثبت ۶۵۳۱ به‌عنوان یکی از آثار ملی ایران به ثبت رسیده است.